# Crítica literária arquetípica
A crítica literária arquetípica é um tipo de teoria analítica que interpreta um texto concentrando-se em mitos e arquétipos recorrentes (do grego archē, início, e typos, impressão) na narrativa, símbolos, imagens e tipos de personagens na literatura. Como forma reconhecida de crítica literária, remonta a 1934, quando a estudiosa clássica Maud Bodkin publicou Archetypal Patterns in Poetry.
As origens da crítica literária arquetípica estão enraizadas em duas outras disciplinas acadêmicas, a antropologia cultural e a psicanálise; cada um contribuiu para a crítica literária de maneiras separadas.[carece de fontes?] A crítica arquetípica atingiu seu pico de popularidade nas décadas de 1940 e 1950, em grande parte devido ao trabalho do crítico literário canadense Northrop Frye (1912-1991). No século XXI, a crítica literária arquetípica já não é amplamente praticada; não houve grandes desenvolvimentos recentes no campo (com a possível exceção da crítica literária bíblica), mas ainda tem um lugar na tradição dos estudos literários.

## Origens

### Frazer
A origem antropológica da crítica arquetípica pode ser anterior às suas origens na psicologia analítica em mais de 30 anos. The Golden Bough (1890–1915), escrito pelo antropólogo escocês Sir James Frazer, foi o primeiro texto influente que trata de mitologias culturais. Frazer fazia parte de um grupo de antropólogos comparativos que trabalhavam na Universidade de Cambridge e que trabalharam extensivamente no tema. The Golden Bough foi amplamente aceito como o texto seminal sobre mitos que gerou numerosos estudos sobre o mesmo assunto. Eventualmente, o impulso do trabalho de Frazer foi transferido para os estudos literários.
Em The Golden Bough, Frazer identifica práticas e crenças mitológicas compartilhadas entre as religiões primitivas e as religiões modernas. Frazer argumenta que o mito da morte-renascimento está presente em quase todas as mitologias culturais e é representado em termos de estações de crescimento e vegetação. O mito é simbolizado pela morte (isto é, a colheita final) e pelo renascimento (isto é, a primavera) do deus da vegetação.
Como exemplo, Frazer cita o mito grego de Perséfone, que foi levada ao submundo por Hades. Sua mãe Deméter, a deusa da colheita, ficou tão triste que atingiu o mundo com o outono e o inverno. Enquanto estava no submundo, Perséfone comeu seis das doze sementes de romã que Hades lhe deu; consequentemente, ela foi obrigada a passar metade do ano, a partir de então, no submundo, representante do outono e do inverno, ou da morte no mito da morte-renascimento. Na outra metade do ano, Perséfone foi autorizada a estar com Deméter no reino mortal, que representa a primavera e o verão, ou o renascimento no mito da morte-renascimento.[carece de fontes?]

### Jung
Enquanto o trabalho de Frazer trata da mitologia e dos arquétipos em termos materiais, o trabalho de Carl Gustav Jung, o fundador da psicologia analítica, é, em contraste, imaterial no seu foco. A obra de Jung teoriza sobre mitos e arquétipos em relação ao inconsciente, uma parte inacessível da mente. De uma perspectiva junguiana, os mitos são as "representações culturalmente elaboradas dos conteúdos do recanto mais profundo da psique humana: o mundo dos arquétipos".
A psicologia analítica junguiana distingue entre o inconsciente pessoal e o coletivo, sendo este último particularmente relevante para a crítica arquetípica. O inconsciente coletivo, ou psique objetiva, como é menos frequentemente conhecida, é uma série de pensamentos, sentimentos, instintos e memórias inatos que residem no inconsciente de todas as pessoas. A definição do termo por Jung é inconsistente em seus muitos escritos. Ao mesmo tempo, ele chama o inconsciente coletivo de "formas inatas de intuição a priori", enquanto em outro caso é uma série de "experiência(s) que nos sobrevêm como o destino". Independentemente das muitas nuances entre as definições de Jung, o inconsciente coletivo é uma parte compartilhada do inconsciente.
Para Jung, um arquétipo no inconsciente coletivo, conforme citado por Leitch et al., é "irrepresentável, mas tem efeitos que tornam possíveis suas visualizações, a saber, as imagens e ideias arquetípicas", pelo fato de serem em uma parte inacessível da mente. Os arquétipos aos quais Jung se refere são representados por meio de imagens primordiais, termo que ele cunhou. As imagens primordiais têm origem nos estágios iniciais da humanidade e fazem parte do inconsciente coletivo desde então. É através das imagens primordiais que os arquétipos universais são vivenciados e, mais importante, que o inconsciente é revelado.
Com o mesmo mito de morte-renascimento que Frazer vê como representativo das estações de cultivo e da agricultura como ponto de comparação, uma análise junguiana prevê o arquétipo morte-renascimento como uma "expressão simbólica de um processo que ocorre não no mundo, mas em a mente. Esse processo é o retorno do ego ao inconsciente — uma espécie de morte temporária do ego — e seu ressurgimento, ou renascimento, do inconsciente".
Por si só, a teoria do inconsciente coletivo de Jung é responsável por uma parcela considerável dos escritos da crítica literária arquetípica; também antecede em mais de uma década o auge da crítica literária arquetípica. A abordagem arquetípica junguiana trata os textos literários como um meio na qual as imagens primordiais são representadas. Somente na década de 1950 se desenvolveria o outro ramo da crítica literária arquetípica.

### Frye
Archetypal Patterns in Poetry, de Bodkin, o primeiro trabalho sobre o tema da crítica literária arquetípica, aplica as teorias de Jung sobre o inconsciente coletivo, arquétipos e imagens primordiais à literatura. Somente com o trabalho do crítico literário canadense Northrop Frye é que a crítica arquetípica foi teorizada em termos puramente literários. O principal trabalho de Frye para lidar com arquétipos é Anatomia da Crítica, mas seu ensaio Os Arquétipos da Literatura é um precursor do livro. A tese de Frye em Os Arquétipos da Literatura permanece praticamente inalterada em Anatomia da Crítica. O trabalho de Frye ajudou a substituir a Neocrítica como principal modo de análise de textos literários, antes de dar lugar ao estruturalismo e à semiótica.
O trabalho de Frye rompe com Frazer e Jung de tal forma que é distinto de seus precursores antropológicos e psicanalíticos. Para Frye, o mito da morte-renascimento, que Frazer vê manifestado na agricultura e na colheita, não é ritualístico, uma vez que é involuntário e, portanto, deve ser realizado. Quanto a Jung, Frye não se interessava pelo inconsciente coletivo, alegando que era desnecessário: como o inconsciente é incognoscível, não pode ser estudado. O modo como os arquétipos surgiram também não preocupava Frye; em vez disso, a função e o efeito dos arquétipos são de seu interesse. Para Frye, os arquétipos literários “desempenham um papel essencial na remodelação do universo material num universo verbal alternativo que é humanamente inteligível e viável, porque é adaptado às necessidades e preocupações humanas essenciais”.
Existem duas categorias básicas na estrutura de Frye: cômica e trágica. Cada categoria é subdividida em duas categorias: comédia e romance para os cômicos; tragédia e sátira para o trágico. Embora despreze Frazer, Frye usa as estações em seu esquema arquetípico. Cada estação está alinhada com um gênero literário: comédia com primavera, romance com verão, tragédia com outono e sátira com inverno.
A comédia está alinhada com a primavera porque o gênero da comédia é caracterizado pelo renascimento do herói, renascimento e ressurreição. Além disso, a primavera simboliza a derrota do inverno e da escuridão. Romance e verão estão juntos porque o verão é o ponto culminante da vida no calendário sazonal, e o gênero romance culmina com algum tipo de triunfo, geralmente um casamento. O outono é a fase moribunda do calendário sazonal, que tem paralelo com o gênero tragédia porque é, sobretudo, conhecido pela queda ou falecimento do protagonista.
A sátira é metonimizada com o inverno, alegando que a sátira é um gênero "sombrio"; a sátira é uma forma desiludida e zombeteira dos outros três gêneros. É conhecido por sua escuridão, dissolução, retorno do caos e derrota da figura heróica. As estações estão associadas a paralelos narrativos:
- Verão – romance. O nascimento do herói.
- Outono – tragédia. Movimento em direção à morte ou derrota do herói.
- Inverno – sátira. O herói está ausente.
- Primavera – comédia. O renascimento do herói.

O contexto de um gênero determina como um símbolo ou imagem deve ser interpretado. Frye descreve cinco esferas diferentes em seu esquema: humana, animal, vegetação, mineral e água. O mundo humano cômico representa a realização de desejos e é centrado na comunidade. Em contraste, o trágico mundo humano é o do isolamento, da tirania e do herói caído. Os animais nos gêneros cômicos são dóceis e pastorais (por exemplo, ovelhas), enquanto os animais são predadores e caçadores no trágico (por exemplo, lobos).
Para o domínio da vegetação, a comédia é, novamente, pastoral, mas também representada por jardins, parques, rosas e lótus. Quanto ao trágico, a vegetação é de floresta selvagem, ou estéril. Cidades, um templo ou pedras preciosas representam o reino mineral da comédia.
O trágico reino mineral é conhecido por ser um deserto, ruínas ou "de imagens geométricas sinistras". Por último, o reino das águas é representado pelos rios na comédia. Com o trágico, os mares, e principalmente as inundações, significam a esfera da água.
Frye admite que seu esquema em Os Arquétipos da Literatura é simplista, mas abre espaço para exceções ao observar que existem arquétipos neutros. Os exemplos que ele cita são como de Circe ou a de Prospero, que não podem ser categorizadas como trágicas ou cômicas.

## Outros contribuidores
Maud Bodkin escreveu Archetypal Patterns in Poetry em 1934, aplicando as ideias de Jung à poesia e examinando arquétipos como o antigo marinheiro e o renascimento, o céu e o inferno, imagens do diabo, do herói e de Deus.
Em seu livro de 1949, Hero with a Thousand Faces, Joseph Campbell foi o pioneiro na ideia do monomito (embora o termo tenha sido emprestado de James Joyce), um padrão universal em contos heroicos em diferentes culturas e gêneros. Seu exame profundo da jornada do herói em oito etapas (e das variações comuns que existem) teve um enorme impacto nos expressionistas abstratos da década de 1950 e continua a inspirar artistas criativos hoje.

## Críticas
Argumentou-se que a versão da crítica arquetípica de Frye categoriza estritamente as obras com base em seus gêneros, o que determina como um arquétipo deve ser interpretado em um texto. De acordo com este argumento, o dilema que a crítica arquetípica de Frye enfrenta na literatura mais contemporânea, e na do pós-modernismo em geral, é que os gêneros e as categorias já não estão distintamente separados e que o próprio conceito de gêneros se tornou confuso, problematizando assim o esquema de Frye.
Por exemplo, En attendant Godot de Beckett, é considerada uma tragicomédia, uma peça com elementos de tragédia e sátira, com a implicação de que a interpretação dos elementos textuais da peça se torna difícil à medida que as duas temporadas e convenções opostas que Frye associou aos gêneros são colocadas uma contra a outra. outro. Mas, na verdade, os argumentos sobre misturas genéricas, como a tragicomédia, remontam à Renascença, e Frye sempre concebeu os gêneros como fluidos. Frye pensava que as formas literárias faziam parte de um grande círculo e eram capazes de se transformar em outras formas genéricas. (Ele pensou em incluir um diagrama de sua roda em Anatomia da Crítica, mas mudou de ideia.) Mito e arquétipo tratam da origem da literatura.

## Exemplos na literatura
- Femme Fatale: Um tipo de personagem feminina que provoca eventos catastróficos e desastrosos. Eva da história do Gênesis ou Pandora da mitologia grega são duas dessas figuras.
- Jornada do Herói: Um arquétipo narrativo onde o protagonista deve superar uma série de obstáculos antes de atingir seu objetivo. O arquétipo da jornada por excelência na cultura ocidental é indiscutivelmente a Odisseia de Homero.

Os símbolos arquetípicos variam mais do que as narrativas arquetípicas ou os tipos de personagens. O melhor padrão arquetípico é qualquer símbolo com raízes profundas na mitologia de uma cultura, como o fruto proibido em Gênesis ou mesmo a maçã venenosa em Branca de Neve. Estes são exemplos de símbolos que ressoam com os críticos arquetípicos.
Os críticos arquetípicos dizem que os arquétipos revelam papéis partilhados entre as sociedades universais. Este arquétipo pode criar um imaginário partilhado que é definido por muitos estereótipos que não se separaram do quadro tradicional, biológico, religioso e mítico.[carece de fontes?]